# Volley Soverato 2011-2012
Questa voce raccoglie le informazioni riguardanti il Volley Soverato nelle competizioni ufficiali della stagione 2011-2012.

## Organigramma societario
Area direttiva
- Presidente: Antonio Matozzo

Area tecnica
- Allenatore: Francesco Montemurro (fino al 31 ottobre 2011), Marco Breviglieri (dal 1º novembre 2011)
- Allenatore in seconda: Antonio Stella
- Scout man: Simone Franceschi

Area sanitaria
- Medico: Vittorio Pittelli
- Preparatore atletico: Marcello Mondilla
- Fisioterapista: Francesco Zaffino

## Rosa
| N° | Nome                 | Ruolo | Data di nascita   | Nazionalità sportiva |
| -- | -------------------- | ----- | ----------------- | -------------------- |
| 3  | Giulia Della Rosa    | P     | 5 febbraio 1984   | Italia               |
| 4  | Leticia Boscacci     | S     | 8 ottobre 1985    | Argentina            |
| 5  | Silvia Lussana       | L     | 30 ottobre 1988   | Italia               |
| 6  | Simona Rotondo       | C     | 23 aprile 1983    | Italia               |
| 7  | Sandra Spaccarotella | L     | 28 maggio 1976    | Italia               |
| 8  | Bruna Mautino        | S     | 30 novembre 1990  | Italia               |
| 9  | Ivana Nešović        | S/O   | 23 luglio 1988    | Serbia               |
| 10 | Elisa Moncada        | P     | 14 novembre 1987  | Italia               |
| 11 | Ilaria Antonucci     | S     | 26 giugno 1987    | Italia               |
| 13 | Kseniya Ihnatsiuk    | C     | 17 agosto 1979    | Italia               |
| 14 | Valeria Diomede      | C     | 5 maggio 1980     | Italia               |
| 15 | Alessandra Crozzolin | C     | 8 dicembre 1977   | Italia               |
| 17 | Guillermina Glod     | S     | 28 settembre 1982 | Venezuela            |

## Risultati

### Serie A2

#### Girone di andata
| 1ª giornata - 9 ottobre 2011 PalaSerenelli, Loreto                    | Loreto   | 3 - 1 | Soverato            | 25-16, 26-28, 25-18, 25-20        |
| 2ª giornata - 16 ottobre 2011 PalaScoppa, Soverato                    | Soverato | 1 - 3 | Casalmaggiore       | 25-23, 19-25, 19-25, 15-25        |
| 3ª giornata - 23 ottobre 2011 PalaBertoni, Crema                      | Crema    | 3 - 2 | Soverato            | 21-25, 20-25, 27-25, 25-14, 15-12 |
| 4ª giornata - 30 ottobre 2011 Palazzetto dello sport, Frosinone       | IHF      | 3 - 2 | Soverato            | 25-18, 17-25, 27-25, 21-25, 15-13 |
| 5ª giornata - 6 novembre 2011 PalaScoppa, Soverato                    | Soverato | 2 - 3 | Pontecagnano Faiano | 23-25, 25-11, 23-25, 25-14, 12-15 |
| 6ª giornata - 13 novembre 2011 PalaBusnago, Busnago                   | Busnago  | 3 - 1 | Soverato            | 25-27, 25-22, 28-26, 25-17        |
| 7ª giornata - 20 novembre 2011 PalaScoppa, Soverato                   | Soverato | 3 - 2 | Terre Verdiane      | 25-13, 21-25, 11-25, 25-21, 15-13 |
| 8ª giornata - 27 novembre 2011 PalaMacchitella, San Vito dei Normanni | San Vito | 1 - 3 | Soverato            | 23-25, 23-25, 25-23, 21-25        |
| 9ª giornata - 4 dicembre 2011 PalaScoppa, Soverato                    | Soverato | 0 - 3 | Cuatto Giaveno      | 19-25, 15-25, 20-25               |
| 10ª giornata - 8 dicembre 2011 PalaPozzillo, Sala Consilina           | Antares  | 1 - 3 | Soverato            | 25-20, 20-25, 25-27, 9-25         |
| 11ª giornata - 11 dicembre 2011 PalaScoppa, Soverato                  | Soverato | 3 - 0 | Santa Croce         | 25-21, 25-19, 25-23               |
| 12ª giornata - 18 dicembre 2011 PalaRomiti, Forlì                     | Forlì    | 2 - 3 | Soverato            | 25-22, 17-25, 18-25, 25-22, 12-15 |
| 13ª giornata - 26 dicembre 2011 PalaScoppa, Soverato                  | Soverato | 3 - 0 | Time Matera         | 25-12, 25-11, 25-15               |
| 14ª giornata - 8 gennaio 2012 PalaScoppa, Soverato                    | Soverato | 3 - 2 | Rota                | 20-25, 25-23, 25-22, 18-25, 15-7  |
| 15ª giornata - 15 gennaio 2012 PalaGeorge, Montichiari                | Verona   | 1 - 3 | Soverato            | 25-20, 21-25, 21-25, 21-25        |

#### Girone di ritorno
| 16ª giornata - 22 gennaio 2012 PalaScoppa, Soverato               | Soverato            | 0 - 3 | Loreto   | 20-25, 14-25, 22-25               |
| 17ª giornata - 29 gennaio 2012 PalaBaslenga, Casalmaggiore        | Casalmaggiore       | 1 - 3 | Soverato | 25-11, 23-25, 19-25, 22-25        |
| 18ª giornata - 5 febbraio 2012 PalaScoppa, Soverato               | Soverato            | 2 - 3 | Crema    | 17-25, 15-25, 25-18, 25-23, 7-15  |
| 19ª giornata - 12 febbraio 2012 PalaScoppa, Soverato              | Soverato            | 3 - 2 | IHF      | 17-25, 25-23, 21-25, 25-20, 15-7  |
| 20ª giornata - 19 febbraio 2012 PalaPicentia, Pontecagnano Faiano | Pontecagnano Faiano | 3 - 1 | Soverato | 25-21, 20-25, 25-21, 25-22        |
| 21ª giornata - 26 febbraio 2012 PalaScoppa, Soverato              | Soverato            | 3 - 2 | Busnago  | 21-25, 26-24, 20-25, 26-24, 15-12 |
| 22ª giornata - 11 marzo 2012 PalaLiabel, Salsomaggiore Terme      | Terre Verdiane      | 3 - 0 | Soverato | 25-18, 25-16, 25-17               |
| 23ª giornata - 18 marzo 2012 PalaScoppa, Soverato                 | Soverato            | 0 - 3 | San Vito | 22-25, 21-25, 23-25               |
| 24ª giornata - 25 marzo 2012 Palazzetto dello Sport, Giaveno      | Cuatto Giaveno      | 3 - 1 | Soverato | 25-16, 21-25, 25-12, 25-12        |
| 25ª giornata - 1º aprile 2012 PalaScoppa, Soverato                | Soverato            | 3 - 1 | Antares  | 25-20, 25-22, 16-25, 25-20        |
| 26ª giornata - 7 aprile 2012 PalaParenti, Santa Croce sull'Arno   | Santa Croce         | 1 - 3 | Soverato | 20-25, 19-25, 25-20, 21-25        |
| 27ª giornata - 15 aprile 2012 PalaScoppa, Soverato                | Soverato            | 3 - 0 | Forlì    | 25-23, 26-24, 25-21               |
| 28ª giornata - 22 aprile 2012 PalaSassi, Matera                   | Time Matera         | 3 - 2 | Soverato | 25-16, 22-25, 17-25, 25-17, 15-8  |
| 29ª giornata - 25 aprile 2012 PalaRota, Mercato San Severino      | Rota                | 3 - 1 | Soverato | 25-22, 25-23, 12-25, 25-22        |
| 30ª giornata - 29 aprile 2012 PalaScoppa, Soverato                | Soverato            | 3 - 0 | Verona   | 25-14, 25-21, 25-22               |

### Coppa Italia di Serie A2

#### Fase a eliminazione diretta
| Quarti di finale - 25 gennaio 2012 PalaSerenelli, Loreto | Loreto | 3 - 0 | Soverato | 25-14, 25-21, 25-11 |